# Maurine Kipchumba
Maurine Jelagat Kipchumba (1988) é uma maratonista profissional queniana.
Maurine Kipchumba venceu a Corrida Internacional de São Silvestre de 2012.

## Títulos
- Volta Internacional da Pampulha: 2012, 2013
- Meia Maratona do Rio: vice 2013